# Borjabad
Borjabad es un municipio y localidad española de la provincia de Soria, en la comunidad autónoma de Castilla y León, partido judicial de Almazán, comarca de Almazán.

## Toponimia
Borjabad ha dado origen a un apellido toponímico homónimo, cuyo foco de concentración se encuentra en Almazán, Frechilla de Almazán y Nepas, todos lugares cercanos a Borjabad.

## Geografía

Término municipal

El río Duero discurre por su término municipal.
Valdespina es una entidad local menor cuyo ayuntamiento está agrupado al ayuntamiento de Borjabad.

## Medio ambiente
En su término e incluidos en la Red Natura 2000 los siguientes lugares:
- Lugar de Interés Comunitario conocido como Riberas del Río Duero y afluentes, ocupando 6 hectáreas, el 1 % de su término.[1]

## Historia
A la caída del Antiguo Régimen la localidad se constituye en municipio constitucional, conocido entonces como Borjabaz, Valdespina y Velacha en la región de Castilla la Vieja que en el censo de 1842 contaba con 25 hogares y 95 vecinos.

## Geografía humana

### Demografía
Cuenta con una población de 30 habitantes (INE 2024).
| Gráfica de evolución demográfica de Borjabad entre 1842 y 2021 |
| |
| Población de derecho según los censos de población del INE Población de hecho según los censos de población del INEEn este censo se denominaba Borjabaz, Valdespina y Velacha: 1842 |

La población de Borjabad descendió bruscamente durante los años 60 y 70 debido a la masiva emigración de parte de sus habitantes hacia ciudades como Madrid, Barcelona, Zaragoza o Soria.

### Población por núcleos
| Núcleos    | Habitantes (2000) | Habitantes (2010) |
| ---------- | ----------------- | ----------------- |
| Borjabad   | 47                | 31                |
| Valdespina | 14                | 12                |
| Velacha    | 0                 | 0                 |

### Economía
Las principales actividades económicas de Borjabad son dos:
- Agricultura
- Ganadería

## Cultura

### Fiestas

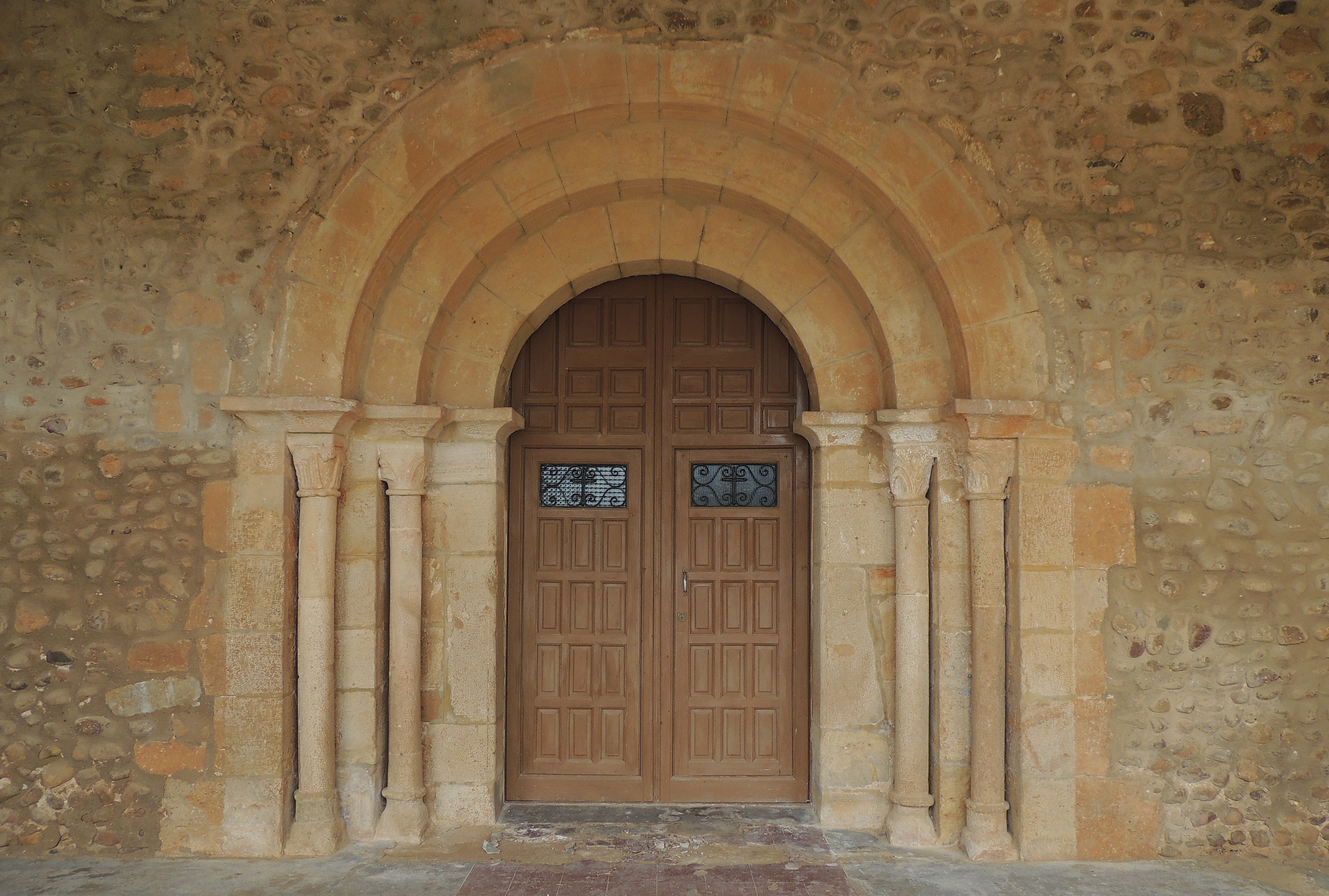
Iglesia de Nuestra Señora de la Asunción

- Las fiestas de San Juan Bautista, que anteriormente se celebraban el 24 de junio, se celebran actualmente el penúltimo sábado de agosto, en gran parte para que los hijos del pueblo que ya no viven en él puedan participar de las fiestas.
- Romería al Santuario de Nuestra Señora de Velacha, el segundo domingo del mes de julio, a la que acude gente de todos los pueblos de los alrededores. Viana de Duero, Valdespina, Nolay, Nepas, Moñux...

### Patrimonio
- Iglesia románica
- Borjabad tenía un castillo del que apenas quedan restos. La Turrujalba.